# Archychlamydeae
Le Archiclamidee (Archychlamydeae) sono una sottoclasse di piante angiosperme dicotiledoni, introdotta dal botanico tedesco Adolf Engler (1844-1930) nell'opera Die Natürlichen Pflanzenfamilien.

## Descrizione
Hanno fiori senza calice e senza corolla (apetale), oppure con un solo involucro o con due involucri, calice e corolla, nei quali i petali e i sepali sono separati fra loro fino alla base (Dialipetale).

## Tassonomia
Comprendono 30 ordini:

### Verticillate
Specie arboree o arbustive, sempreverdi, con foglie ridotte a scaglie disposte in verticilli; i fiori maschi sono separati da quelli femminili; il frutto è un achenio.
Comprendono circa 25 specie diffuse in Australia, India e Madagascar, tutte riunite nella famiglia Casuarinaceae.

### Fagali
Piante legnose con foglie alterne, interne; fiori unisessuali, riuniti in amenti; i frutti sono noci, commestibili in alcune specie. Famiglie: Betulacee e Fagacee, di cui fanno parte le più importanti latifoglie della zona temperata dell'emisfero settentrionale. Alla famiglia Betulacee appartengono le betulle, gli ontani, i noccioli e i carpini. La famiglia Fagacee comprende circa 600 specie (es. castagni, faggi, querce).

### Miricali
Piante legnose con fiori riuniti in amenti, foglie spesso aromatiche e frutto drupaceo coperto di cerosità; 40-50 specie riunite nella sola famiglia Miricacee.

### Leitneriali
Comprendono la sola famiglia Leitneriacee, costituita dall'unica specie Leitneria floridiana, un piccolo albero dal legno leggerissimo, che cresce negli USA meridionali.

### Iuglandali
Alberi con foglie caduche, composte e alterne e fiori unisessuali: quelli maschili sono in amenti penduli, quelli femminili sono riuniti a 2 o 4 alla sommità di un germoglio e hanno portamento eretto. Il frutto ha involucro carnoso e un nocciolo duro, seme senza albume. Comprendono la sola famiglia Iuglandacee, con circa 30 specie, per lo più americane, nessuna spontanea in Italia.
Vi appartiene il noce, spontaneo nella Penisola balcanica e in Asia e importato in Italia per esservi coltivato.

### Salicali
Alberi più o meno alti, raramente con aspetto erbaceo, foglie alterne, semplici, caduche, picciolate. Fiori nudi unisessuali, su piante diverse (dioiche), in amenti.
Il frutto è una capsula con numerosi semi. Circa 200 specie, per lo più delle regioni temperate o fredde dell'emisfero settentrionale. Molte sono alpine, presenti anche a notevoli altitudini, con portamento prostrato.
L'ordine comprende tutti i salici e i pioppi, riuniti nell'unica famiglia Salicacee. Le specie italiane sono circa 30.

### Batidali
Comprendono la sola famiglia Batidacee con l'unica specie Batis maritima, modesto cespuglio con fusti succulenti, tipico delle zone salmastre.

### Balanopsidali
Piante arboree o cespugliose tipiche della Polinesia; comprendono la famiglia Balanopsidacee con due generi: Balanops e Triloculari.

### Urticali
Piante legnose oppure erbacee che comprendono specie di notevole importanza economica, tra cui la canapa, il gelso, il fico, l'olmo e l'ortica. Si distinguono 4 famiglie: Cannabinacee, Ulmacee, Moracee e Urticacee. Fiori poco appariscenti, isolati o riuniti in infiorescenze, spesso unisessuali; le piante possono essere monoiche o dioiche. Varia è la morfologia del frutto: alcune Urticali hanno frutti secchi (canapa), altre hanno falsi frutti o infruttescenze (fico, gelso). Le foglie sono munite di stipole e nelle varie parti della pianta possono comparire informazioni caratteristiche come i peli urticanti nell'ortica.
L'importanza economica delle Urticali è legata alla produzione di fibre tessili, di frutti o infruttescenze commestibili, di droghe ecc...

### Centrosperme
Piante erbacee, dette anche Centrospermali, caratterizzate da una particolare disposizione dei semi al centro dell'ovario. Fiori costituiti da calice e corolla, tranne che nelle famiglie più primitive. Si distinguono 8 famiglie: Chenopodiacee (bietola, farinaccio, buon Enrico), Amarantacee (cresta di gallo), Fitolaccacee (uva d'America), Nictaginacee, Aizoacee (fiori di pietra), Cactacee (cactus, fico d'India, saguaro), Cariofillacee (garofani, silene), Portulacacee (portulaca). Si tratta di piante diffuse e abbastanza comuni nella flora italiana. Alcune sono importanti come piante da giardino o per la produzione di fiori recisi, altre hanno valore alimentare.

### Piperali
In genere sono liane che crescono in regioni tropicali; presentano fiori nudi riuniti in spighe allungate; i frutti sono drupe o bacche. Comprendono 3 famiglie: Piperacee, Saururacee e Clorantacee. Alle Piperacee appartengono 1 100 specie, tra cui il pepe, il cubebe e le peperomie ornamentali.

### Santalali
Piante che vivono come parassite o semiparassite su varie altre piante; sono caratterizzate da foglie opposte e coriacee, fiori in spighe o in glomeruli e bacche di consistenza vischioso- polposa. Comprendono circa 250 specie, diffuse per lo più nelle regioni tropicali. Tra le specie più note, il vischio, presente anche in Italia.

### Poligonali
Comprendono oltre 800 specie di piante quasi tutte erbacee, con ampia distribuzione geografica, riunite nella sola famiglia Poligonacee. La caratteristica principale è la presenza di un'ocrea, cioè di una guaina più o meno sviluppata, che abbraccia il fusto nella zona di inserzione delle foglie. I fiori sono piccoli, in spighe, e i frutti sono acheni. Vi appartengono specie notissime come l'acetosa, il grano saraceno e il rabarbaro. In Italia sono spontanee circa 40 specie.

### Tricocche
Piante erbacee o legnose, con fiori privi di petali (il perianzio, quando c'è, è costituito dai sepali). Comprendono 5 famiglie: Euforbiacee, Dafnillacee, Dicapetalacee, Buxacee (bosso) e Callitricacee. Le più interessanti sono le Euforbiacee, con circa 7 300 specie: esse hanno la caratteristica, se vengono ferite, di lasciare colare un lattice biancastro. Fanno parte di questa famiglia la cosiddetta stella di Natale, il ricino e le specie tropicali da cui si ricava il caucciù.

### Amamelidali
Piante legnose delle regioni subtropicali. Le foglie sono stipolate e fiori a perianzio semplice, doppio o assente, unisessuali o ermafroditi, in infiorescenze di varia struttura; frutto normalmente a capsula. Comprendono circa 100 specie riunite in 5 famiglie: tra queste rivestono una certa importanza le Amamelidacee (amamelide, liquidambar) e le Platanacee (platani).

### Policarpiche o Ranali
Piante erbacee o arboree ritenute fra le più antiche Angiosperme. I fiori, per lo più ermafroditi, sono sempre abbastanza vistosi; in alcune specie manca la corolla, ed è il calice ad assumere aspetto peraloideo, in altre manca l'intero perianzio, che è sostituito da brattee. Ciascun fiore dà origine a numerosi frutti (da questo, deriva il nome dell'ordine). Comprendono 25 famiglie, fra cui: Magnoliacee (magnolia, anice stellato), Anonacee (paw-paw, ylang-ylang), Lauracee (alloro, benzoino, canfora, avocado), Miristicacee (noce moscata), Ranuncolacee (ranuncoli, peonie, anemoni), Ninfeacee (ninfee, victoria regia), Cannellacee (cannella), Aristolactiacee (strallagi, baccaro), Rafflesiacee (rafflesie parassite), Calicantacee (calicanto), Berberidacee (crespino).

### Readali
Piante per lo più erbacee, con foglie sparse. Fiori ermafroditi con calice e corolla; l'ovario è supero. Sono piante largamente diffuse e conosciute; molte vengono coltivate negli orti. Annoverano 3 600 specie riunite in famiglie: Crocifere (cavoli, ravanelli, ravizzone ecc..), Capparidacee (capperi), Resedacee (amorino giallo), Papaveracee (celidonia, papavero ecc..), Fumariacee (colombine, fumaria).

### Parietali
Piante sia legnose sia erbacee, distribuite in tutto il mondo. I fiori sono ermafroditi, con calice e corolla per lo più a 5 petali e possono essere regolari oppure irregolari.
È un ordine molto importante al quale appartengono specie medicinali, specie utili e specie ornamentali assai note, nonché specie curiose, come le piante carnivore. Comprende 7 famiglie: Cistacee, Bixacee, Droseracee (rosolida, pigliamosche), Violacee (viole), Passifloracee, Papaiacee, Begoniacee.

### Guttifferali
Piante per lo più legnose, diffuse soprattutto nei paesi tropicali. Comprendono 11 famiglie: particolare rilievo le Teacee (tè, camelia), le Actinidiacee (kiwi) e le Guttifere, cui appartiene il pilatro o millebuchi (Hypericum perforatum), le cui foglie sembrano perforate per la presenza di ghiandole.

### Rosali
Comprendono specie erbacee, arbustive e arboree. I fiori sono ermafroditi, con calice corolla di solito formati da 5 elementi, regolari oppure irregolari. Le foglie possono essere semplici o composte e i frutti sono di vario tipo a seconda delle famiglie. In tutto il mondo si incontrano 17 famiglie, tra cui: Crassulacee (semprevivo), Sassifragacee (sassifraghe, ribes, uva spina, ortensia), Rosacee (rosa, pesco, ciliegia, fragola, lampone), Mimosacee (acacia, mimosa), Leguminose (legumi, trifoglio, ginestra).

### Mirtali
Piante per lo più legnose, affini alle Rosali, con fiori regolari, formati da calice e corolla di 4 elementi, le foglie hanno margine intero. Comprendono 19 famiglie, tra cui: Punicacee (melograno, Timeleacee (mezereo, olivella), Litraccee (salcerella) e Mirtacee (mirto).

### Malvali o Columnifere
Piante erbacee (per es. malva), ma più spesso legnose, anche di grandi dimensioni (per es. baobab). Le foglie sono sparse, i fiori ermafroditi, hanno calice e corolla composti di 5 elementi; gli stami sono saldati in un tubo colonnare (da cui il nome di Columnifere). I frutti, di vario tipo, tendono a separarsi in cocchi contenenti un solo seme. Le Malvali sono diffuse nelle zone tropicali e subtropicali, ma si trovano anche in quelle temperate. Comprendono 8 famiglie, tra cui le più importanti sono: Malvacee (malva, altea), Tigliacee (tigli), Sterculiacee (cacao).

### Geraniali o Gruinali
Piante erbacee con foglie semplici e fiori con calice e corolla a 5 elementi, che possono essere regolari o irregolari. Sono diffuse nelle regioni calde e temperate; molte specie sono utili (per es. lino)o molte vengono coltivate come ornamentali. Si dividono in 7 famiglie: Linacee (lino), Ossalidacee (acetoselia), Geraniacee (gerani), Tropeolacee (capuccina), Eritroxilacee (coca), Malpighiacee e Zigofillacee (guaiaco o legno santo).

### Pandali
Piccolo ordine comprendente la sola famiglia Pandacee con l'unica specie Panda oleosa dell'Africa tropicale: è un alberello che produce grosse drupe da cui si ricava un olio commestibile.

### Terebintali
Piante legnose, spesso provviste di organi secretori di oli o resine. Le foglie composte sono sparse oppure opposte, i fiori sono ermafroditi a 5 elementi. Vi appartengono 10 famiglie, tra le quali: Rutacee, tipica dei climi temperato-caldi dei due emisferi, che annovera 140 generi e quasi 1600 specie molte delle quali utili all'uomo (per es. gli agrumi), Anacardiacee (pistacchio, mango, anacardo), Simarubacee, Aceracee (aceri) e Ippocastanacee (ippocastano).

### Celastrali
Piante quasi esclusivamente legnose, con foglie semplici e fiori regolari a 4-5 elementi. Comprendono 4 famiglie: Aquifogliacee (agrifoglio), Celastracee (evonimo), Stafileacee e Coriariacee.

### Ramnali
Piante legnose, con poche erbacee rampicanti, dalle foglie semplici e dai fiori regolari a 4-5 elementi; gli stami sono inseriti sopra ai petali. Sono divise in 2 famiglie: Ramnacee, con circa 550 specie tipiche delle regioni temperate calde (fragola, marruca, alaterno) e Vitacee, con circa 500 specie solitamente rampicanti (vite).

### Garriali
Piccolo ordine con una sola famiglia (Garriacee) e un solo genere (Garrya) cui appartengono circa 15 specie arbustive sempreverdi, diffuse negli USA sudoccidentali e nel Messico.